# دللک‌لی (ماساللی)
دللک‌لی (به ترکی آذربایجانی: Dəlləkli) یک منطقه مسکونی در جمهوری آذربایجان است که در شهرستان ماساللی واقع شده‌است. دللک‌لی ۱۶۰ نفر جمعیت دارد.